# X-Men Legends
 (juillet 2019).
Si vous disposez d'ouvrages ou d'articles de référence ou si vous connaissez des sites web de qualité traitant du thème abordé ici, merci de compléter l'article en donnant les références utiles à sa vérifiabilité et en les liant à la section « Notes et références ».
X-Men Legends est un jeu vidéo d'action-rôle développé par Raven Software et édité par Activision sur GameCube, PlayStation 2, et Xbox en 2004.

## Synopsis
Vous incarnez les X-Men alors qu'ils luttent contre les forces du mal, qu'il s'agisse d'ennemis mutants avec leurs Sentinelles ou de Magneto et sa Confrérie des Mutants.